# 比德爾斯角 (特拉華州)
比德爾斯角（英語：Biddles Corner）是位於美國特拉華州紐卡斯爾縣的一個非建制地區。該地的面積和人口皆未知。

## 地理
比德爾斯角的座標為39°31′10″N 75°38′57″W / 39.51944°N 75.64917°W，而該地的平均海拔高度為10米（即33英尺）。